# NGC 6755
NGC 6755 is een open sterrenhoop in het sterrenbeeld Arend. Het hemelobject werd op 30 juli 1785 ontdekt door de Duits-Britse astronoom William Herschel.

## Synoniemen
- OCL 96